# تشاتشاكوماني (كانشيس)
تشاتشاكوماني هو جبل في سلسلة جبال فيلكانوتا في جبال الأنديز في بيرو، يبلغ ارتفاعه حوالي 5000 متر (16404 قدمًا). يقع في منطقة كوزكو، مقاطعة كانشيس، منطقة سان بابلو. تقع تشاتشاكوماني جنوب غرب جامباتون وبوماناتا وجنوب شرق أوجيكونكا. يتدفق نهر بومانوتا، وهو رافد مهم لنهر فيلكانوتا، على طول منحدره الجنوبي. 